# Mediodactylus heteropholis
Espèce
Synonymes
- Tropiocolotes heteropholis Minton, Anderson & Anderson, 1970
- Carinatogecko heteropholis (Minton, Anderson & Anderson, 1970)

Statut de conservation UICN

 DD  : Données insuffisantes
Mediodactylus heteropholis est une espèce de geckos de la famille des Gekkonidae.

## Répartition
Cette espèce se rencontre dans l'ouest de l'Iran et en Irak.

## Publication originale
- Minton, Anderson & Anderson, 1970 : Remarks on some geckos from southwest Asia, with descriptions of three new forms and a key to the genus Tropiocolotes. Proceedings of the California Academy of Sciences, ser. 4, vol. 37, p. 333-362 (texte intégral).